# Hipster (subcultura de la dècada del 1940)
|  | Aquest article tracta sobre la subcultura de la dècada del 1940. Si cerqueu la subcultura formada per membres de la Generació Y, vegeu «hipster (subcultura contemporània)». |

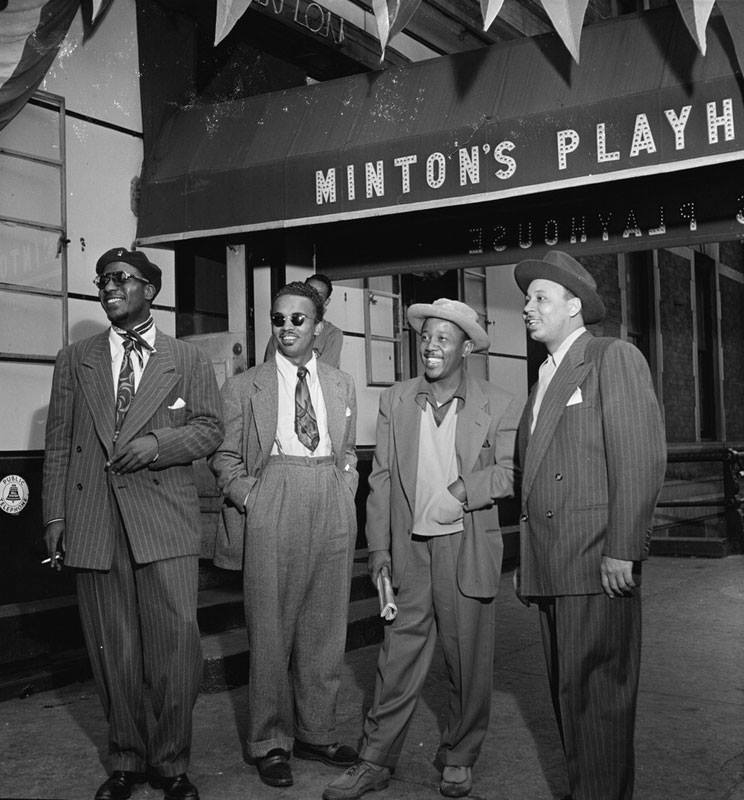
Thelonious Monk, Howard McGhee, Roy Eldridge i Teddy Hill davant de Minton's Playhouse (Nova York) amb vestit estil zoot.

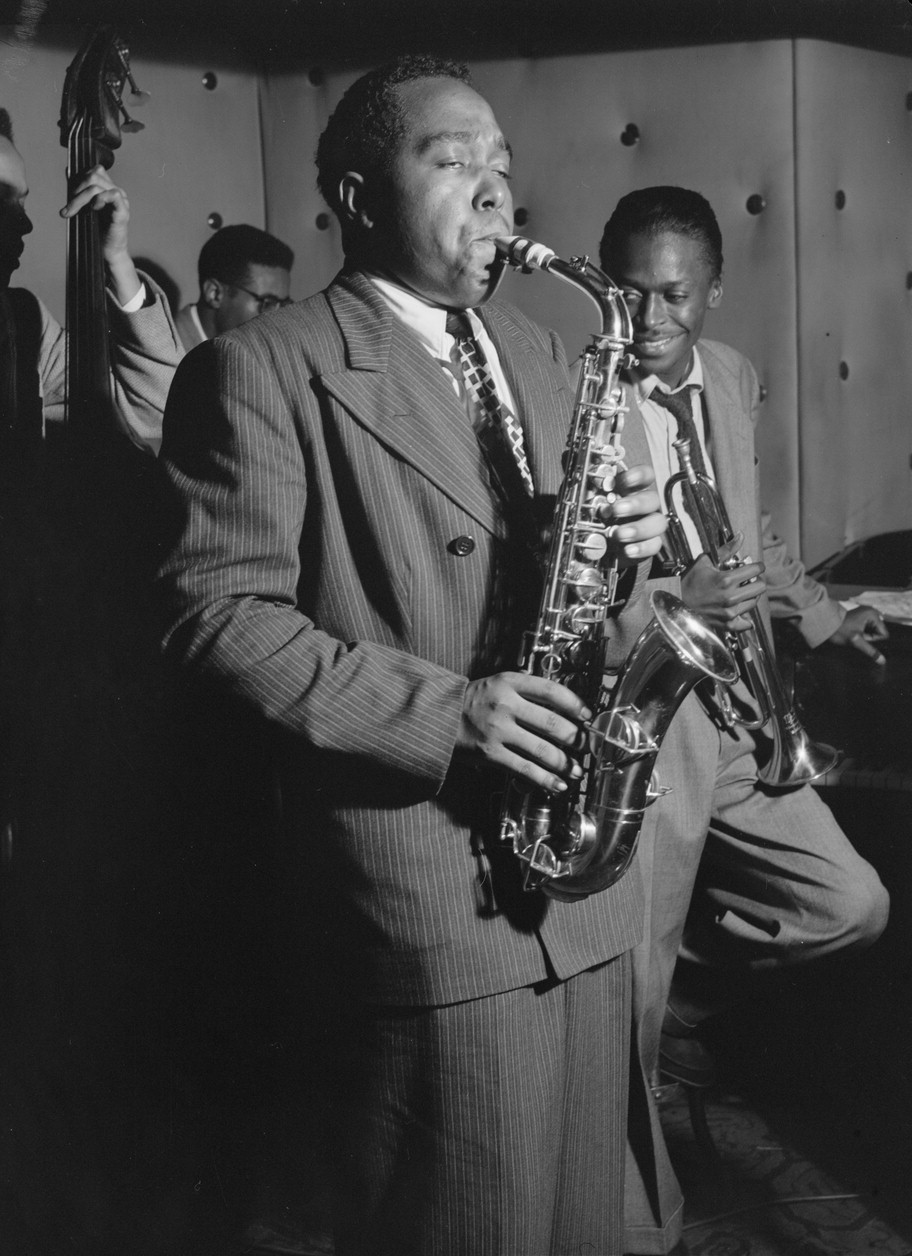
El "quintet clàssic": Charlie Parker, Tommy Potter, Miles Davis, Dizzy Gillespie i Max Roach actuant el 1947 al Three Deuces de Nova York. Fotografia de William P. Gottlieb.

Hipster és el terme amb què, a la dècada del 1940 es referia als aficionats al jazz, especialment al modern jazz, molt popular a principis d'aquella dècada. La paraula deriva del terme hip, el qual feien servir els musics del món del jazz per descriure a les persones que coneixien la cultura afroamericana (i per tant el món del jazz). D'aquesta manera, els membres d'aquesta naixent subcultura van ser anomenats hepcats, paraula que s'acabaria transformant en hipster.
S'acabà conformant com un estil de vida inconformista, i les principals característiques eren la manera de vestir (amb roba negra) l'ús d'argot, el consum de drogues com la marihuana entre d'altres, actitud relaxada, humor sarcàstic, pobresa autoimposada i certa llibertat sexual. Els primers inconformistes eren generalment joves blancs que adoptaven moltes de les formes dels negres urbans dels seus temps, però veiem que els inconformistes posteriors emulaven els anteriors, els que no coneixien el pecat, i aquest era l'origen d'aquesta cultura.
Al voltant de 1940, la paraula inconformista reemplaça a la de hepcat, i els hipsters anglesos es van interessant més pel bebop i el jazz calent que pel swing. Joves blancs van començar a freqüentar comunitats afroamericanes atrets per la seva música i el seu ball. Aquestes primeres joventuts van divergir del corrent a causa de les seves noves filosofies de diversitat racial, sexual i d'exploració de les drogues. Els inconformistes feien per pertànyer a la mateixa classe econòmica que els afroamericans als quals emulaven. L'Estil de l'inconformista era ésser així, ben arreglat i dandificat, mentre que els beats (estudiants de col·legi visitant dels barris baixos) vestien sandàlies i robes esparracades. El primer diccionari a recollir la paraula inconformista va ser el petit glossari que no va acabar Jive Talk (Jive empra l'argot dels músics de jazz), publicat el 1944 amb l'àlbum Boogie Woogie In Blue, del pianista Harry Gibson, qui va actuar amb el nom de Harry el Hipster. L'entrada al diccionari d'hipster es definiria com, "persones a qui els agrada el ho jazz". Aquest petit glossari va ser repartit en els concerts de Gibson durant uns quants anys. No era el glossari complet amb l'argot del jazzista, sinó que només incloïa les expressions trobades en la lletra de les seves cançons.
En el llibre "Història del Jazz Modern" de Frank Tirro, es pot llegir la següent descripció inconformista, segons el biògraf de Parker:
«Per al hipster, Bird és una justificació viva de la seva filosofia. L'inconformista és un home subterrani. És a la Segona Guerra Mundial el que el dadaista va ser a la Primera. És amoral, anarquista, cortès i hipercivilitzat fins a la decadència. Sempre deu passes per davant en el joc, per la seva consciència, un exemple de quins serveis podria conèixer una noia i rebutjar, perquè sap que li sortiran cites, si s'agafaran de les mans, si es besaran, si s'acariciaran, si fornicaran, si potser es casaran, si es divorciaran .. Què hi ha que ho iniciï tot? Coneix la hipocresia de la burocràcia, l'odi implícit en la religió 'llavors' Què és el que es valora? Com que no hi ha mar, passem la vida evitant el dolor, mantenint a ratlla les seves emocions. Camina buscant una cosa que transcendeix totes aquestes bajanades i ho troba en el jazz».
Marty Jezer, en el seu llibre, The Dark Ages: Life in the United States 1945–1960 (1999) defineix l'inconformista de la dècada del 1940:
«El món de l'inconformista Kerouac i Ginsberg diu que navegar a mitjans dels quaranta i inicis dels cinquanta és un moviment amorf, pecat d'ideologia, només es planteja una actitud, una menra de "ser" pecat, de tractar d'explicar el perquè. Hipsters. Tot això per si en algun moment s'ha de donar explicacions a algú. El seu llenguatge, limitat, va ser prou fosc, ja que desafiava la traducció en els seus discursos diaris. El seu rebuig a tot el que era ordinari els feia tan complets que tot just podien suportar la realitat. La mesura fa senitr la seva desconfiança pel llenguatge. Una paraula, com podria voler dir qualsevol de les Nacions Unides, el nombre de coses contradictòries. La seva definició no va venir de l'acceptació de la millor paraula de l'emoció i de l'acompanyament no verbal, expressions facials-corporals. Quan els inconformistes van agrupar-se van dir una frase coherent, aquesta va ser prologada amb la paraula de com manifestar què és el principi. El que sí que entenien probablement era una il·lusió. Sense Passat, ni Futur, només un present que existia en les ales de so existencials. Un solo del bebop de Charlie Parker. El punt de vista de l'inconformista sobre el món no estava dividit entre el "món lliure" i el "bloc comunista", i això va donar lloc a part de l'ortodòxia recurrent. El dualisme hipster, en lloc d'això, transcendir línies geopolítiques a favor de nivells de consciència.». Lennie Tristano explica la seva opinió de la relació dels inconformistes amb el bebop:
«L'actitud arrogant i la manca d'originalitat dels joves inconformistes no constitueixen menys que una amenaça per a l'existència del bebop».
Un altre autor que descriu els pantalons de tir baix de 1940 concisament és Paul Douglas Lopes justament al llibre de el Jazz del món de l'art: com els àngels, els hipsters si es tornen majors, inventen el llavors pejoratiu, hippie, referint-se als hipsters àngels joves, el jove afluent de la generació baby-boom. Sota l'apel·latiu hippie, el nom va ser acceptat com a identitat cultural.